# چاخیرلی (جبراییل)
چاخیرلی (به ترکی آذربایجانی: Çaxırlı) یک منطقه مسکونی در جمهوری آرتساخ است که در استان هادروت واقع شده‌است.